# Feliciano Valencia
Feliciano Valencia Medina (Santander de Quilichao, Cauca, Colombia) es un líder indígena Nasa.

## Biografía
Uno de los nueve hijos de Claudio Valencia y Fidelina Medina. Cursó primaria en la escuela de su vereda. En la adolescencia fue jornalero recolector de café y de algodón.
Valencia ha obtenido varios cargos en su comunidad, el Resguardo indígena de Canoas, en Santander de Qulichao y, como directivo del Consejo Regional Indígena del Cauca (Cric). En 2010, se lanzó para la alcaldía de Santander de Quilichao, su pueblo natal, aunque perdió.
En el 2010, en el aeropuerto de Cali, cuando iba rumbo a Argentina como vocero de un encuentro de indígenas, fue detenido, acusado de "secuestro simple", porque en 2008 en medio de una movilización masiva del los indígenas, un cabo del Ejército fue retenido por la guardia indígena y 
castigado por las autoridades indígenas de las comunidades locales. El juez de primera instancia lo declaró inocente, considerando que las autoridades indígenas cumplían sus funciones legales y Valencia no había tomado las decisiones. En septiembre de 2015 fue capturado tras ser condenado en segunda instancia por el Tribunal del Cauca, que lo condenó a 18 años de cárcel. La Corte Suprema de Justicia de Colombia lo declaró inocente y lo liberó el 28 de junio de 2017, con criterios similares a los del juez de primera instancia, concluyendo que en la retención del cabo se dieron los factores para la aplicación del fuero indígena.
En las Elecciones legislativas de Colombia de 2018, fue candidato al Senado por el Movimiento Alternativo Indígena y Social y fue elegido el 11 de marzo de 2018 como senador de la República para el período 2018-2022.